# HAL-терапия
HAL-терапия — метод реабилитации пациентов с патологией моторных функций нижних конечностей из-за нарушений центральной нервной системы или как следствие нейромышечных заболеваний. Метод активно развивается японскими и немецкими учёными и базируется на применении системы Hybrid Assistive Limb (Cyberdyne Inc., Япония).

## Принцип
В основе метода лежит регулярная локомоторная терапия с применением медицинской версии роботизированного костюма Hybrid Assistive Limb (HAL) для нижних конечностей. Занятия проходят на специальной медицинской беговой дорожке (тредмиле) с разгрузкой веса тела, которая компенсирует вес самого костюма, весящего около 14 кг.
Уникальной особенностью HAL является то, что пациент активно управляет роботизированным комплексом с помощью собственных нервных импульсов (биоэлектрических потенциалов), которые улавливаются роботом с помощью специальных клеящихся сенсоров с поверхности кожи по принципу поверхностной электромиографии. Даже самые минимальные импульсы дают роботу понять, какое движение пытается инициировать пациент. Далее, без какой либо задержки по времени, сервоприводы, расположенные на уровне тазобедренных и коленных суставов, помогают совершить желаемое движение, компенсируя при этом недостающую силу. Таким образом пациент осуществляет осознанные шаги, а мозг получает позитивную биологическую обратную связь от нижних конечностей о том, что желаемое движение было выполнено успешно, что значительно усиливает обучающий эффект. Также в результате многократного целенаправленного повторения движений запускается процесс нейропластичности, лежащей в основе восстановления нарушенной двигательной функции.
Процесс тренировок контролируется HAL-терапевтом — специально обученным физиотерапевтом, который индивидуально настраивает необходимый уровень поддержки со стороны HAL для каждого сустава с целью воссоздания физиологического паттерна ходьбы. По мере улучшения навыков ходьбы уровень поддержки постепенно уменьшается.
HAL-терапия может использоваться как монотерапия, также может комбинироваться с другими физиотерапевтическими и реабилитационными процедурами.

## Результаты
В результате регулярного применения HAL-терапии у пациентов восстанавливаются навыки ходьбы, увеличивается скорость ходьбы и пройденное расстояние, а также мышечная масса, улучшается координация и чувствительность, снижается потребность в вспомогательных средствах, уменьшается спастика и уровень нейропатических болей, в некоторых случаях восстанавливается возможность контролировать мочевой пузырь и кишечник.

## Показания
HAL-терапия является новым и пока единственным видом локомоторной роботизированной терапии, в которой используются биоэлектрические потенциалы человека для инициации движения. В связи с этим учёными разных стран проводятся активные исследования о возможных показаниях применения данного вида терапии. На данный момент HAL-терапия зарекомендовала себя при следующих диагнозах:
- Миелопатия / повреждение спинного мозга (давность события не имеет значения)[10]
- Инсульт[11]
- Черепно-мозговая травма
- Мышечная дистрофия[12]
- Боковой амиотрофический склероз (БАС)[13]
- Рассеянный склероз[14]
- ДЦП[15]
- Спинальная мышечная атрофия[16]
- Бульбоспинальная амиотрофия Кеннеди[17]
- Болезнь Шарко-Мари-Тута
- Миозит с включениями телец (МВТ)
- Врожденные миопатии

## Ограничения методики
Полное отсутствие биоэлектрических импульсов делает невозможным применение HAL-терапии. В таких случаях применяются пассивные комплексы локомоторной терапии.
Другим важным ограничением является рост пациента меньше 140 см или больше 200 см, а также вес более 100 кг, что связано непосредственно с техническими особенностями HAL.

## Аналоги
На сегодняшний день отсутствуют функционирующие или допущенные к применению аналоги HAL-терапии, где бы использовались биоэлектрические потенциалы для инициации движения. Несмотря на это существуют несколько зарекомендовавших себя комплексов для роботизированной механотерапии для проведения пассивной двигательной терапии.